# Кемпбелтаун
Ке́мпбелтаун (англ. Campbeltown, шотл. гел. Kinlochkilkerran) — місто в області Аргілл-і-Б'ют, Шотландія. Розташоване в південній частині півострова Кінтайр на березі затоки Кемпбелтаун-Лох.

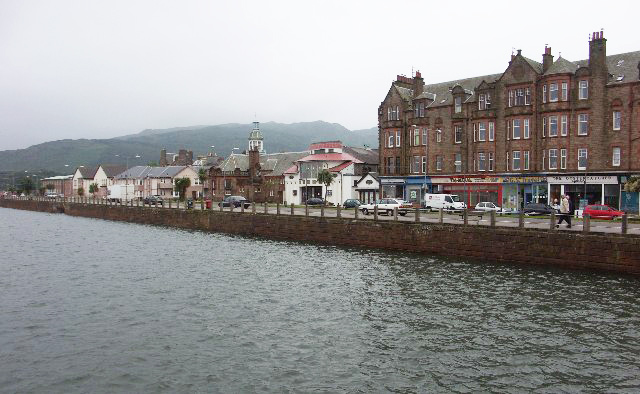
Набережна